# Kris Bouckenooghe
Kris Bouckenooghe (Islas Cook, 7 de febrero de 1977) es un exfutbolista de Nueva Zelanda nacido en Islas Cook que jugaba en la posición de defensa.

## Carrera

### Club
| Periodo   | Club                |
| --------- | ------------------- |
| 1995-1996 | Rotherham United FC |
| 1996-1997 | KSV Waregem         |
| 1997–2000 | KSV Roeselare       |
| 2000–2001 | SVD Handzame        |
| 2001–2002 | KV Oostende         |
| 2002–2003 | KSK Ronse           |
| 2003–2006 | KSV Roeselare       |
| 2006–2008 | Waasland-Beveren    |
| 2008–2009 | KSV Roeselare       |

### Selección nacional
Bouckenooghe jugó para Nueva Zelanda en 35 ocasiones de 1998 a 2009 y anotó dos goles. Participó en dos ediciones de la Copa de las Naciones de la OFC donde salió campeón en 2002 y participó en dos ediciones de la Copa FIFA Confederaciones.
| N.º | Fecha               | Sede                         | Rival   | Marcador | Resultado | Torneo                              | Ref.  |
| --- | ------------------- | ---------------------------- | ------- | -------- | --------- | ----------------------------------- | ----- |
| 1   | 3 de julio de 1999  | Kuala Lumpur, Malasia        | Malasia | 3–1      | 5–1       | Amistoso                            | [ 4 ] |
| 2   | 19 de junio de 2000 | Stade Pater, Papeete, Tahití | Tahití  | 1–0      | 2–0       | Copa de las Naciones de la OFC 2000 | [ 5 ] |

## Logros

### Selección nacional
- Copa de las Naciones de la OFC (1): 2002

### Individual
- Futbolista del Año de Nueva Zelanda en 1999.